# یواس‌اس هاروارد (۱۸۸۸)
یواس‌اس هاروارد (۱۸۸۸) (به انگلیسی: USS Harvard (1888)) یک کشتی بود که طول آن ۵۸۵ فوت (۱۷۸ متر) بود. این کشتی در سال ۱۸۸۸ ساخته شد.